# Matua festiva
Matua festiva är en spindelart som beskrevs av Forster 1979. Matua festiva ingår i släktet Matua och familjen plattbuksspindlar. Inga underarter finns listade i Catalogue of Life.